# Питра, Юрий Юрьевич
Юрий Юрьевич Питра (1914—2009) — звеньевой по выращиванию кукурузы совхоза «За нове життя» Иршавского района Закарпатской области Украинской ССР, дважды Герой Социалистического Труда (1958, 1977).

## Биография
Родился 26 марта 1914 года в селе Белки на территории Австро-Венгрии (ныне в Хустском районе Закарпатской области Украины). Украинец.
С 12 лет батрачил на кулаков, ходил на заработки в Словакию, Венгрию, Чехию. С 1936 года находился в чехословацкой армии. В 1938 году был отпущен из армии, вернулся домой, батрачил.
В 1943 году вместе с другими украинцами был интернирован в рабочий лагерь, осенью 1944 года бежал из него.
С 1948 года работал бессменным звеньевым-кукурузоводом совхоза «За нове життя» Иршавского района Закарпатской области. В 1957 году звено Питры вырастило 100 центнеров кукурузы на гектаре.
С 1984 года находился на пенсии. Жил в селе Белки.
Член ВКП(б)/КПСС с 1951 года. Делегат XXII съезда Компартии Украины и XXVI съезда КПСС. Депутат сельского, районного, областного советов. Депутат Совета Союза Верховного Совета СССР в 1962—1984 годах от Закарпатской области.
Умер 4 марта 2009 года. Похоронен в Белках.

### Семья
По состоянию на май 2008 года семья Юрия Питра состояла из следующих членов:
- жена Иоганна (1920—2004),
- сын Пётр (род. 27 октября 1941),
- невестка Устина Ивановна,
- два внука, четыре правнука,
- две сестры: 83-летняя Юлия и 78-летняя Елизавета, а также брат Александр (80 лет).

## Награды и звания
- Указом Президиума Верховного Совета СССР от 26 февраля 1958 года Питре Юрию Юрьевичу присвоено звание Героя Социалистического Труда с вручением ордена Ленина и золотой медали «Серп и Молот».
- Указом Президиума Верховного Совета СССР от 22 декабря 1977 года Питра Юрий Юрьевич награждён орденом Ленина и второй золотой медалью «Серп и Молот». Стал дважды Героем Социалистического Труда.
- Награждён тремя орденами Ленина, орденами Октябрьской Революции, Трудового Красного Знамени, медалями. Также награждён украинским орденом Ярослава Мудрого (2004).
- Лауреат Государственной премии СССР 1976 года.
- Заслуженный работник сельского хозяйства УССР (1974).

## Память
26 марта 1984 года в селе Белки открыт бронзовый бюст Ю. Ю. Питре. В 1977—1991 годах в селе работал музей дважды Героя Социалистического Труда.
Кинолюбитель П. Сочка из города Иршава Закарпатской области снял картину «Наш Юрий Юрьевич».